# Charles Thomson Rees Wilson
Charles Thomson Rees Wilson (Edimburgo, 14 febbraio 1869 – Edimburgo, 15 novembre 1959) è stato un fisico britannico inventore, nel 1911, della camera a nebbia, detta anche, dal suo cognome, camera di Wilson.

## Biografia
La camera a nebbia è un apparecchio, contenente un gas saturato con vapore di un liquido, che permette di fotografare la traiettoria di particelle subatomiche dotate di carica elettrica, o meglio la scia di goccioline che esse producono nel loro passaggio attraverso il vapore.
La camera a nebbia è stato uno dei più importanti strumenti di indagine della fisica atomica: permise di osservare e fotografare, per la prima volta, le tracce delle particelle alfa e beta emesse dalle sostanze radioattive; venne utilizzata per studiare la radioattività artificiale prodotta dalle particelle alfa (1925) ed i neutroni (1932): con essa Carl David Anderson scoprì il positrone (1932) ed il mesone (1937) nei raggi cosmici.

La camera a nebbia è stata poi superata rivelatori di particelle più efficaci come la camera a scintille.
Diversi tipi di camere a nebbia sono state e sono ancora realizzate per utilizzo didattico
Wilson si era laureato nel 1892 presso il Sidney Sussex College dell'Università di Cambridge. Qui lavorò con Joseph John Thomson al laboratorio Cavendish e nel 1925 fu nominato professore di filosofia naturale.
Eseguì numerose ricerche sui nuclei di condensazione che formano le nubi e le nebbie, sull'elettricità atmosferica, i temporali, gli ioni (atomi o gruppi di atomi elettrizzati), i raggi X e gamma, i raggi cosmici.
In riconoscimento dell'invenzione della camera a nebbia, divise con Arthur Holly Compton il Premio Nobel per la fisica del 1927.